# Annie Besant

Annie Besant (Bild von 1890)

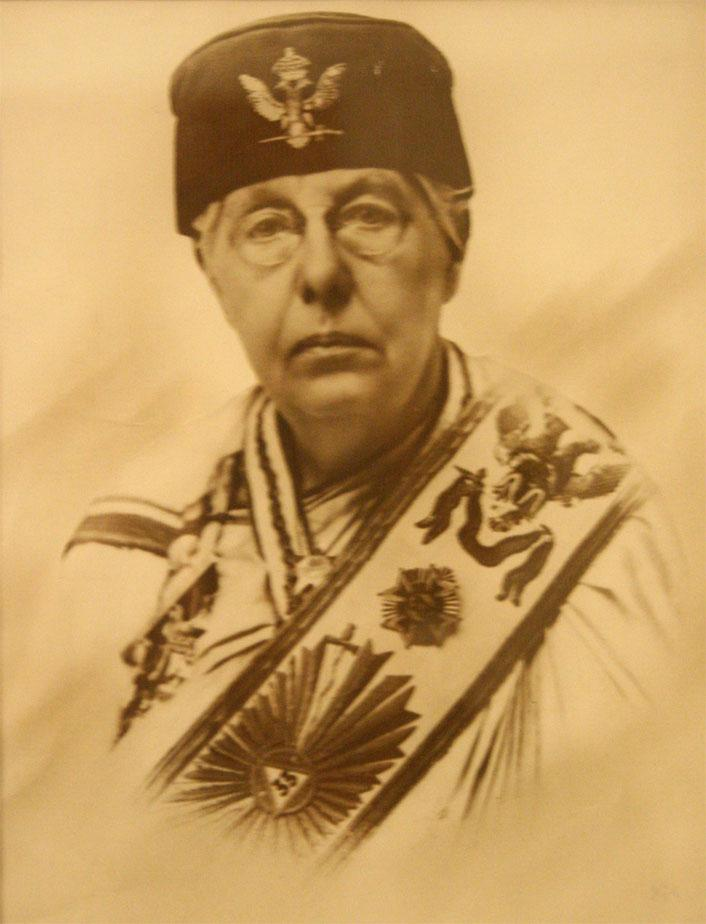
Annie Besant im Ornat des 33° des schottischen Freimaurerordens „Le Droit Humain“.

Annie Besant ['besənt] (gebürtig Annie Wood; * 1. Oktober 1847 in Clapham, Surrey; † 20. September 1933 in Adyar, Madras, Britisch-Indien, heute Chennai, Tamil Nadu, Indien) war eine britische Theosophin, Frauenrechtlerin, Autorin und Politikerin.

## Leben
Annie Wood kam am 1. Oktober 1847 im Londoner Stadtteil Clapham als einzige Tochter von William Persse Wood und dessen Ehefrau Emily Roche Morris († 1874) zur Welt. Ihr Vater war im Finanzwesen tätig, hatte aber zunächst Medizin studiert. Zu ihren Verwandten zählten Matthew Wood (1768–1843), Lord Mayor of London, sowie William Page Wood, Lord Hatherley (1801–1881).
Annie Woods Vater starb, als sie fünf Jahre alt war. Die wohlhabende Kaufmannstochter Ellen Marryat nahm sie in ihren Haushalt auf und erzog sie calvinistisch. Sie wandte sich jedoch früh der katholischen Theologie zu und studierte die Schriften von Augustinus und Ignatius von Loyola.
Im Alter von 19 Jahren lernte sie den anglikanischen Geistlichen Frank Besant kennen, den Bruder des bekannten sozialkritischen Schriftstellers Walter Besant. Die beiden heirateten 1867 und hatten zwei Kinder, Arthur Digby Besant und Mabel Besant-Scott. Aufgrund erheblicher Glaubenszweifel nahm sie Kontakt zu atheistischen Kreisen auf und veröffentlichte mithilfe von Thomas Scott kirchenkritische Broschüren, was die Ehe in eine Krise stürzte. Eine Scheidung war nicht möglich, es wurde jedoch 1873 eine Trennungsvereinbarung getroffen, in der ihr das Sorgerecht für die Tochter Mabel übertragen wurde.
Besant betätigte sich fortan in religionskritischen Kreisen und unter Mitgliedern der englischen Arbeiterbewegung. Im folgenden Jahr lernte sie den radikalen Freidenker und Journalisten Charles Bradlaugh kennen, wurde Mitglied der Secular Society und übernahm die Leitung der Wochenschrift National Reformer sowie verschiedener linker Presseerzeugnisse. Von 1878 bis 1883 studierte sie Naturwissenschaften an der University of London. Sie war auch die erste Studentin an der Universität, die einen Bachelor of Science (in Biologie) erwarb.
In den 1870er- und 1880er-Jahren gehörte Annie Besant verschiedenen Debattierklubs an, wie sie in dieser Zeit in London Mode waren, u. a. The Zetetical und The Dialectical Society. Sie galt als brillante Rednerin, womit sie auch Geld verdiente, und erwarb sich in atheistischen Intellektuellenzirkeln einen gewissen Ruf. Auf einer dieser Veranstaltungen lernte sie 1875 den angehenden Literaten George Bernard Shaw kennen. Besant förderte den noch mittellosen Schriftsteller, veröffentlichte seine Romane Die törichte Heirat und Künstlerliebe in der von ihr gegründeten Zeitschrift Our Corner und beschäftigte den Freund auch als Rezensenten für die Kunstecke dieses Journals. Beeinflusst von Shaw, wurde sie Mitglied der Fabianer, wo sie ebenfalls bald zu den führenden Köpfen gehörte.
Shaw schildert sie in seinen Tagebuchaufzeichnungen und Briefen als tatkräftige Frau „der raschen Entscheidungen“, aber auch als „vollkommen humorlos“ und „absolut ohne Sexappeal“. Ihre nicht immer spannungsfreien Beziehungen zu Männern nach ihrer glücklosen Ehe sollen ausnahmslos platonisch gewesen sein. Mit Shaw wollte sie sogar eine eheähnliche Gemeinschaft führen und präsentierte ihm einen Punkt für Punkt ausgeklügelten Vertragsentwurf, in der das – ausdrücklich sexfreie – Zusammenleben minutiös geregelt werden sollte. Shaw, der als Lebemann galt und zu jener Zeit noch zu zwei weiteren Frauen Beziehungen unterhielt, lehnte jedoch ab und bezeichnete das Angebot später als „schlimmer als all jene Gelübde in allen Kirchen dieser Welt“.
Politisch arbeiteten sie zunächst weiter zusammen. Besant, die bei den Fabianern zu jenen Kräften gehörte, die den anarchistischen und den kollektivistischen Flügel zu einem linken Block zusammenschweißen wollten, arrangierte im Dezember 1886 eine Gesamtkonferenz aller sozialistischen Vereinigungen, auf der sich die Marxisten durchsetzten.
Am 13. November 1887 waren Besant und Shaw an Protesten gegen Arbeitslosigkeit und die restriktive Irlandpolitik des konservativen Premierministers Lord Salisbury beteiligt. Es kam zu Zusammenstößen mit Polizei und Militär, wobei 75 Personen verletzt und 400 Demonstranten verhaftet wurden.
In der Folgezeit forcierte Besant ihre politische Tätigkeit und wurde in der Gewerkschaftsbewegung aktiv. 1888 war sie in den Streik der Streichholzarbeiterinnen (Matchgirls' Strike) involviert und prangerte in einem Zeitungsartikel mit dem Titel White Slavery in London (‚Weiße Sklaverei in London‘) Hungerlöhne und menschenunwürdige Arbeitsverhältnisse in der britischen Zündholzfabrik Bryant & May an. Kurz darauf wurde sie in die Londoner Schulbehörde gewählt, wo sie sich für Bildungsreformen einsetzte.
Shaw hatte die streitbare Annie auch nach ihrem Abgang bei den Fabianern nicht vergessen: 1898 gestaltete er die Rolle der Raina Petkoff in seinem Theaterstück Helden nach ihrem Vorbild. Ganz ernst hatte er ihre politischen Aktivitäten allerdings nie genommen: „Wie alle großen Volksredner war sie die geborene Schauspielerin“, schrieb er 1947 aus Anlass ihres einhundertsten Geburtstags.
Während ihrer aktiven Zeit in London war Besant auch als Buchautorin tätig gewesen: In The Laws of Population (1877) trat sie für Geburtenkontrolle ein. 1887 schrieb sie gemeinsam mit Charles Bradlaugh das atheistische Pamphlet Why I Do Not Believe in God.

### Die Theosophische Gesellschaft und das Wirken in Indien bis zum Tod
Am 21. Mai 1889 trat Besant in London der Theosophischen Gesellschaft (TG) bei, nachdem sie das Werk von Helena Blavatsky kennengelernt und eine Rezension über deren Geheimlehre geschrieben hatte. Bald darauf wurde sie enge Mitarbeiterin von Blavatsky. In der Folgezeit übernahm sie die Herausgabe theosophischer Zeitschriften und erarbeitete sich eine gewisse Stellung innerhalb der theosophischen Bewegung. 1893 vertrat sie diese im Weltparlament der Religionen in Chicago.

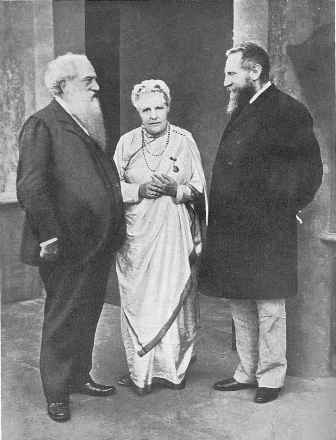
Besant mit Henry Steel Olcott (links) und Charles Leadbeater (rechts) in Adyar, Madras, Dezember 1905

Sie reiste zunächst in die USA, dann 1893 nach Indien, wo sie mehrere Jahre als erfolgreiche Rednerin durch das Land tourte. 1894/95 war sie maßgeblich am Judge Case beteiligt, der zur Spaltung der Theosophische Gesellschaft (TG) in die Theosophische Gesellschaft Adyar (Adyar-TG) einerseits und die Theosophische Gesellschaft in Amerika (TGinA) andererseits führte. Besant selbst folgte der Adyar-TG. 1898 gründete sie zusammen mit Bhagavan Das u. a. das Central Hindu College (CHC) in Benares, dem sie sich in den nächsten Jahren hauptsächlich widmete. Für das CHC entwarf sie 1901 den fortlaufenden Text einer Einführung in den Hinduismus, die reformhinduistische und theosophische Züge trägt und 1903 veröffentlicht wurde. Das Central Hindu College wurde 1916 Teil der Banaras Hindu University, die sich damals in ihrer Gründungsphase befand.
Besant hörte 1902 durch Francesca Arundale in London von der freimaurerischen Großloge Le Droit Humain, die 1893 von Georges Martin und Maria Deraismes gegründet worden war und auch Frauen als Mitglieder akzeptierte. In Paris wurde Besant in die ersten drei Grade aufgenommen und war hauptverantwortlich für die in London begründete erste englische Freimaurerloge des Droit Humain.

Besant, 2. v.l., neben Marie und Rudolf Steiner, 3. und 4. v.l., auf dem Münchner Kongress 1907

1907 wurde Besant nach dem Tod von Henry Steel Olcott Präsidentin der Adyar-TG. 1909 glaubte ihr Mitarbeiter Charles W. Leadbeater in Jiddu Krishnamurti eine theosophisch-hinduistische Art von „Messias“ zu erkennen. Vor allem mit Personal und Studenten des CHC in Benares wurde 1911 zuerst der Order of the Rising Sun und dann der Order of the Star in the East gegründet. Der einsetzende Krishnamurti-Kult brachte ihr zunehmend Kritik ein und führte zu Konflikten innerhalb der Adyar-TG und des CHC. 1912/13 spaltete sich der größte Teil der deutschen Theosophen unter Rudolf Steiner nach jahrelanger Vorbereitung von der von ihr geführten Theosophischen Gesellschaft Adyar ab, um ausschließlich Steiner und seinen Lehren zu folgen.

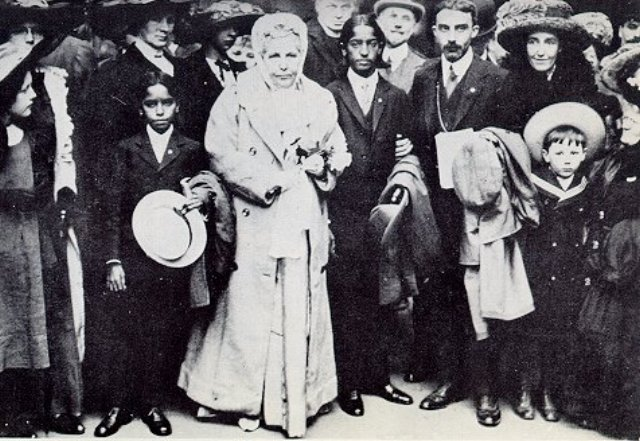
Besant im Jahre 1911 in England gemeinsam mit Jiddu Krishnamurti, dessen Bruder Nitya und George Arundale

Leadbeater und Besant berichteten in ihren angeblich hellseherisch angestellten Untersuchungen über vergangene Leben von Mitgliedern der Adyar-TG, so auch vom Werdegang Besants zum Menschen: In ihrem vorangegangenen Leben war Besant ein Affe. Als Äffin habe sie unter Lebensgefahr den Buddha gerettet, als dessen Familie von Wilden attackiert wurde. Diese Tat habe zu kosmischen Reaktionen geführt, die den Evolutionssprung der Besant-Äffin zum Homo sapiens in der nächsten „Fleischwerdung“ bewirkten.
Politisch engagierte sich Besant in der indischen Unabhängigkeitsbewegung. 1913 unternahm sie eine Rundreise durch Indien unter dem selbst gewählten Motto Wake up India, 1914 trat sie dem Indischen Nationalkongress (INC) bei. Dort schlug sie 1915 die Gründung von Home Rule Leagues vor und propagierte die indische Selbstverwaltung bei Loyalität gegenüber dem britischen Empire. Nachdem der INC diesen Vorschlag nicht annehmen wollte, initiierte sie diese Bewegung auf eigene Faust (etwa zeitgleich mit einer ähnlichen Initiative Tilaks); 1917 wurde sie deswegen interniert.
Nach ihrer Freilassung noch im selben Jahr wurde sie zur Präsidentin des Jahreskongresses des INC gewählt. In der Folgezeit agitierte sie gegen die Nichtkooperationsbewegung Gandhis und verlor an politischer Bedeutung.
Bei der Herausstellung der Arier in der indischen Nationalbewegung und der Erneuerung des Hinduismus spielte Besant eine besondere Rolle. Ihre Interpretation der theosophischen Wurzelrassenlehre ging konform mit den Rassentheorien von Ernest Renan und Matthew Arnold. Sie vertrat die These, wonach das hinduistische Indien durch die koloniale Erfahrung an seine goldene „arische“ Vergangenheit anknüpfen könne, um eine Erneuerung von hinduistischer Spiritualität und Kultur auf höherer Ebene zu ermöglichen.
Nach der Auflösung des Order of the Star in the East 1929 durch Jiddu Krishnamurti verlor die Adyar-TG in Indien deutlich an Boden. Besant blieb deren Präsidentin bis zu ihrem Tod am 20. September 1933.

## Werke (Auswahl)
- The Political Status of Women. A Lecture Delivered in the Co-operative Hall, Castle Street. Trübner & Co., London [1874] (Scan in der Google-Buchsuche).
- On The Nature And The Existence Of God. 1875.
- Marriage, As It Was, As It Is, And As It Should Be: A Plea For Reform. 1878.
- The Law Of Population. 1877.
- Autobiographical Sketches. 1885.
- Why I became a Theosophist. 1889.
- An Autobiography. 1893.
- Der Mensch und seine Körper. 1896.
- The Ancient Wisdom. 1898.
- (mit Bhagavan Das:) Sanatana Dharma. Advanced Textbook, Elementary Textbook, Catechism. 1903.
- (mit Charles W. Leadbeater:) Thought-Forms. The Theosophical Publishing Society, London und Benares 1905, doi:10.11588/diglit.1173 bei Heidelberger historische Bestände – digital.
- Bhagavad Gita (Translation). 1905.
- Einführung in den Yoga. Vier Vorträge, in Benares 1907 gehalten. 1907.
- India: A Nation. 1917.
- (mit Charles W. Leadbeater:) Okkulte Chemie. 1908.
- The Doctrine of the Heart. 1920.
- Esoteric Christianity.
- Gedankenkraft.
- H. P. Blavatsky und die Meister der Weisheit. Leipzig 1924.